# Halmășd
Halmășd è un comune della Romania di 2 488 abitanti, ubicato nel distretto di Sălaj, nella regione storica della Transilvania.
Il comune è formato dall'unione di 5 villaggi: Aleuș, Cerișa, Drighiu, Fufez, Halmășd.